# Deng Yaping
Deng Yaping (chiń. upr. 邓亚萍; chiń. trad. 鄧亞萍; pinyin Dèng Yàpíng; ur. 5 lutego 1973 w Zhengzhou) – chińska tenisistka stołowa, czterokrotna mistrzyni olimpijska.
Zdobyła cztery olimpijskie złote medale i dziewięć tytułów mistrzostw świata. Na Letnich Igrzyskach Olimpijskich w Barcelonie zdobyła dwa złote medale: w kategorii gry pojedynczej oraz w kategorii gry podwójnej kobiet (grała w parze z Qiao Hong). Kolejne dwa złote medale olimpijskie, w grze pojedynczej i podwójnej (również z Qiao Hong) zdobyła cztery lata później na Letnich Igrzyskach Olimpijskich w Atlancie.
Wielokrotnie zdobywała medale mistrzostw świata. Po trzy tytuły zdobywała w grze pojedynczej, podwójnej i zespołowo.
Jeden raz zdobyła Puchar Świata. Zwycięstwo osiągnęła w Hongkongu w 1996 roku.
W grudniu 2008 uzyskała tytuł doktora filozofii na Uniwersytecie w Cambridge. Mierząca 149 cm wzrostu chińska zawodniczka zakończyła karierę w 1997 roku, w wieku 24 lat. Postawiła na naukę, kształciła się m.in. w Pekinie i Nottingham, a w międzyczasie wyszła za mąż (za byłego reprezentanta Chin w tenisie stołowym Lin Zhiganga) i urodziła syna.